# 来光祖
来光祖（1913年—1994年10月8日），男，陕西周至人，生于湖北郧西，中华人民共和国军事人物，中国人民解放军少将，曾任中国人民解放军海军副参谋长，南海舰队副司令员。